# Rhamnus nigricans
Rhamnus nigricans là một loài thực vật có hoa trong họ Táo. Loài này được Hand.-Mazz. miêu tả khoa học đầu tiên năm 1880.